# Condado de Dunklin
O Condado de Dunklin é um dos 114 condados do Estado americano de Missouri. A sede do condado é Kennett, e sua maior cidade é Kennett. O condado possui uma área de 1 417 km² (dos quais 4 km² estão cobertos por água), uma população de 33 155 habitantes, e uma densidade populacional de 23 hab/km² (segundo o censo nacional de 2000). O condado foi fundado em 1845.